# ABEMAトーナメント
ABEMAトーナメント（アベマトーナメント）は、ABEMA・将棋チャンネルで配信される将棋の棋戦（非公式戦）。フィッシャールールが採用されており、個人戦の後に団体戦になった。派生した棋戦「女流ABEMAトーナメント」「ABEMA師弟トーナメント」「ABEMA地域対抗戦」も開催されている。

## 概要
ABEMA将棋チャンネルのオリジナル番組第3弾。永世七冠の羽生善治の着想による、持ち時間が増減する「AbemaTVルール」を採用して実施される棋戦。トーナメント方式で優勝者を決める番組の実施はチャンネル初となる。第3回からはプロの将棋界では珍しい団体戦の形で行われている。
2018年6月から9月に個人戦である第1回「AbemaTVトーナメント」が行われた。好評につき第2回大会の開催が決定、2019年4月28日より第2回大会の配信が開始される。この第2回大会では「女流枠」が設けられた（第2回のみ、後述）。
第3回からは、リーダーによるドラフト会議で指名された3人1組のチーム同士による団体戦が採用された。優勝賞金1000万円。第4回からは主催者の名称変更に合わせ棋戦名も「第〇回ABEMAトーナメント」と改められた。6回目の大会となる2023年実施の大会からは、西暦を付した「ABEMAトーナメント 202X」の名称で行われる。第1回大会では発案者の羽生に敬意を表し棋戦の正式名称には「Inspired by 羽生善治」を付していたが、以降の回では「Inspired」以下の表記は外されている。
「Abemaトーナメント」から派生した非公式将棋棋戦としては「女流Abemaトーナメント」「ABEMA師弟トーナメント」「ABEMA地域対抗戦」がある。
まず、第1回「AbemaTVトーナメント」の好評を受け、女流棋士による「女流AbemaTVトーナメント」の第1回大会が2018年12月から2019年1月にかけて配信された。この大会で優勝した女流棋士には第2回「AbemaTVトーナメント」の「女流枠」として出場権が与えられた（この回のみ）。「女流」大会は第2回から団体戦方式となり、個人戦の第1回と合わせて3回実施されている（2019、2021、2022年度）。
「ABEMA師弟トーナメント」は当時日本将棋連盟会長であった佐藤康光九段の発案により企画実施された大会で、知名度のある師弟棋士2人1組によるチーム戦として、これまでに2回（2021、2022年度）実施されている。
さらに2024年には連盟100年を記念し「ABEMA地域対抗戦」が開催された。

## ルール
持ち時間について、1手指すごとに一定の時間が追加される一方で、持ち時間を使い果たすと負けとなる、いわゆる「フィッシャールール」を採用。デジタル式対局時計使用で、ボタンは対局者自身が押す。元々チェスで用いられるルールだが、対局は通常の将棋と同じく正座形式で行う。1対局がおよそ20分前後となるため、通常の棋戦などに比べるとスピーディーな展開となり、時間の逼迫した終盤戦ではいわゆる指運により形勢が大きく変化することもある。千日手・持将棋（24点法を採用）の場合は先後を入れ替えて指し直し局を行うが、持ち時間は補填されることなくそのまま引き継ぐため、場合によっては極めて短い初期持ち時間からの対局となることもある（一例として第3回予選Bリーグ渡辺明-佐藤天彦戦第1局では持将棋成立後、渡辺11秒-佐藤21秒の初期持ち時間から指し直し局が行われた）。

### 個人戦 (第1回・第2回)
持ち時間は「初期持ち時間が各5分、1手ごとに5秒が加算」。一度の顔合わせで三番勝負を行い、先に2勝した者が勝ち上がる。
予選トーナメント
予選参加12名の棋士を、A・B・Cブロックに各4名ずつ分けトーナメントを実施。2敗で敗退となるダブルイリミネーション方式で、まず2連勝した者が予選ブロック1位通過となり決勝トーナメントに進出。敗者は敗者復活トーナメントを行い勝ち上がった者が予選ブロック2位通過となり決勝トーナメントに進出する。
決勝トーナメント
予選通過者6名（3ブロック×2名）に、シードの2名（前回覇者＋タイトルホルダー）を加えた8名でトーナメントを実施。
予選・決勝とも、女流トーナメント優勝者・前回覇者以外の参加棋士については主催者側により選ばれており、特に予備予選等は行われない。

### 団体戦 (第3回以降)
持ち時間は「初期持ち時間が各5分、1手ごとに5秒が加算」。3人1組のチーム同士による団体戦で行う。優勝賞金は1000万円。
チーム編成にはチームリーダーによるドラフト指名方式が導入され、ドラフトに参加する各チームのリーダーには、基準日時点（放送前年の12月末時点、第3回は2020年3月時点）のタイトルホルダーおよび順位戦の序列上位者が就いている。第4回以降は15番目のチームとして、ドラフト対象外の棋士によるエントリートーナメント勝者3名が「エントリーチーム」を結成し、その他14チームと同列に参戦する。
第3回では、予選リーグは全12チームが3チームずつ4組に分かれ、各組からは2チームずつ、計8チームが本戦トーナメントに進出する。各試合ではメンバー3人が先鋒同士・中堅同士・大将同士での三番勝負を行い、1勝につき1ポイント、1敗につき-1ポイントとして合計点を競う（1・2局を連勝した場合は2ポイント獲得、連敗では-2ポイント）。リーグ終了時点でポイントが同点のチームがある場合はチームリーダー同士で1局のみの勝負を行い決着をつける。
第3回の決勝トーナメントは5勝先取の9番勝負を実施。各対局直後に各チーム内で次局の対局者を決定する(ただし1人最大3局、5勝目又は5敗目の決着までに3人全員が最低1局は指す必要がある)。
第4回以降では、予選リーグは全15チームが3チームずつ5組に分かれ、各組から2チームずつ、計10チームが本戦トーナメントに進出する。予選リーグから第3回決勝トーナメントと同様の方式で行ない、1試合につき5勝先取の9番勝負を実施。勝数-敗数を各試合のポイント（得失点差）として2試合の成績合計で争う。リーグ終了時点で複数チームの勝敗が並んだ場合は、得失点差で順位を決定し、得失点差も並んでいる場合はチームリーダー同士で1局のみの勝負を行い、予選順位または本戦勝ち上がりチームを決定。
チーム名は第3回のAbemaドリーム以外、メンバー決定後に命名している。このため共通点を付けているチームが多い。番組上はこちらも第3回のAbemaドリーム・第4回のチームエントリー以外はチームリーダーの名を関した形で表記される。第4回本戦トーナメントより、伊藤園とローソンが協賛となり、優勝チームには、副賞として『お〜いお茶 1年分』（伊藤園）と『ウチカフェスイーツ 1年分＆鬼滅の刃将棋』（ローソン）も贈られることとなった。
なお佐々木勇気と渡辺明によれば、出場各棋士には対局料（全員一律）が支払われる他、対局に勝利するごとに勝利者に賞金が出るという。

#### 第3回大会(2020)
チームリーダー
- タイトルホルダー(4名)
：豊島将之竜王名人、渡辺明三冠(A級9位)、永瀬拓矢二冠(B級1組12位)、木村一基王位(A級10位)
- 第78期順位戦上位8名：A級1位-8位

| チーム                                        | チーム                       | リーダー | 指名ドラフト1巡目 | 指名ドラフト1巡目 | 指名ドラフト2巡目 | 指名ドラフト2巡目 | 予選リーグ 成績 | 決勝成績   |
| チーム                                        | チーム                       | リーダー | 1回目             | 2回目             | 1回目             | 2回目             | 予選リーグ 成績 | 決勝成績   |
| --------------------------------------------- | ---------------------------- | -------- | ----------------- | ----------------- | ----------------- | ----------------- | --------------- | ---------- |
| チーム豊島                                    | GOOD BOYS                    | 豊島将之 | ◎ 佐々木勇気      | - -               | ◎ 斎藤明日斗      | - -               | A-3位           | (予選敗退) |
| チーム渡辺                                    | 所司一門                     | 渡辺明   | ◎ 近藤誠也        | - -               | ◎ 石井健太郎      | - -               | B-2位           | 準優勝     |
| チーム永瀬                                    | バナナ                       | 永瀬拓矢 | ○ 藤井聡太        | - -               | ○ 増田康宏        | - -               | D-2位           | 優勝       |
| チーム木村                                    | 酔象                         | 木村一基 | ◎ 行方尚史        | - -               | ◎ 野月浩貴        | - -               | C-3位           | (予選敗退) |
| チーム康光                                    | LEGEND                       | 佐藤康光 | ◎ 森内俊之        | - -               | ◎ 谷川浩司        | - -               | C-2位           | 2回戦敗退  |
| チーム三浦                                    | ミレニアム                   | 三浦弘行 | ◎ 本田奎          | - -               | × 増田康宏        | ◎ 高野智史        | A-2位           | 2回戦敗退  |
| チーム久保                                    | 振り飛車                     | 久保利明 | ◎ 菅井竜也        | - -               | ◎ 今泉健司        | - -               | A-1位           | 1回戦敗退  |
| チーム天彦                                    | まったり                     | 佐藤天彦 | × 佐々木大地      | ◎ 斎藤慎太郎      | × 黒沢怜生        | ◎ 阿部光瑠        | B-1位           | 1回戦敗退  |
| チーム広瀬                                    | 大三元                       | 広瀬章人 | ◎ 青嶋未来        | - -               | ○ 黒沢怜生        | - -               | D-1位           | 1回戦敗退  |
| チーム糸谷                                    | フォーカス+1                 | 糸谷哲郎 | ◎ 高見泰地        | - -               | ◎ 都成竜馬        | - -               | C-1位           | 1回戦敗退  |
| チーム稲葉                                    | インビクタス                 | 稲葉陽   | ○ 佐々木大地      | - -               | ◎ 山崎隆之        | - -               | B-3位           | (予選敗退) |
| Abemaドリーム (藤田晋総監督)                  | Abemaドリーム (藤田晋総監督) | 羽生善治 | × 藤井聡太        | ◎ 鈴木大介        | ◎ 三枚堂達也      | - -               | D-3位           | (予選敗退) |
| ◎単独指名 ○重複指名抽選獲得 ×重複指名抽選外れ |                              |          |                   |                   |                   |                   |                 |            |

#### 第4回大会(2021)
第4回では第3回のリーダーから久保利明が外れ、新たに藤井聡太・菅井竜也・斎藤慎太郎を加えた14名（羽生善治も参加）で前年同様のドラフト会議を行いチームを決定。その後選出されなかった棋士でエントリートーナメントを行い、勝ち上がった3名により15チーム目が組まれる。
チームリーダー
- タイトルホルダー(4名)
：渡辺明名人、豊島将之竜王(叡王、A級1位)、藤井聡太二冠(B級2組21位)、永瀬拓矢王座(B級1組5位)
- 第79期順位戦 上位10名：A級2位-10位およびB級1組1位

| チーム | チーム                    | チーム | リーダー              | 指名ドラフト1巡目 | 指名ドラフト1巡目 | 指名ドラフト2巡目 | 指名ドラフト2巡目 | 予選リーグ 成績 | 決勝成績   |
| チーム | チーム                    | チーム | リーダー              | 1回目             | 2回目             | 1回目             | 2回目             | 予選リーグ 成績 | 決勝成績   |
| --- | ------------------------- | ------ | --------------------- | ----------------- | ----------------- | ----------------- | ----------------- | --------------- | ---------- |
| チーム渡辺 | ホームラン                |        | 渡辺明                | ◎ 近藤誠也        | - -               | ◎ 戸辺誠          | - -               | E-1位           | 2回戦敗退  |
| チーム豊島 | スリースター ビクトリーズ | [ 8 ]  | 豊島将之              | ◎ 佐々木大地      | - -               | ◎ 大橋貴洸        | - -               | C-3位           | (予選敗退) |
| チーム藤井 | 最年少+1                  | [ 9 ]  | 藤井聡太              | ◎ 伊藤匠          | - -               | × 服部慎一郎      | ◎ 高見泰地        | A-1位           | 優勝       |
| チーム永瀬 | 川崎家                    |        | 永瀬拓矢              | ◎ 増田康宏        | - -               | ◎ 屋敷伸之        | - -               | D-1位           | 準決勝敗退 |
| チーム羽生 | in the ZONE               | [ 10 ] | 羽生善治              | ◎ 中村太地        | - -               | ◎ 佐藤紳哉        | - -               | C-2位           | 1回戦敗退  |
| チーム康光 | シン・レジェンド          | [ 11 ] | 佐藤康光              | ◎ 森内俊之        | - -               | ◎ 谷川浩司        | - -               | B-3位           | (予選敗退) |
| チーム三浦 | シン・ミレニアム          | [ 12 ] | 三浦弘行              | ◎ 高野智史        | - -               | ◎ 本田奎          | - -               | A-3位           | (予選敗退) |
| チーム木村 | エンジェル                | [ 13 ] | 木村一基              | ○ 佐々木勇気      | - -               | ○ 池永天志        | - -               | C-1位           | 準優勝     |
| チーム天彦 | にゃんぱすー              | [ 14 ] | 佐藤天彦              | ◎ 鈴木大介        | - -               | ◎ 古賀悠聖        | - -               | D-3位           | (予選敗退) |
| チーム広瀬 | 早稲田                    | [ 15 ] | 広瀬章人              | ◎ 丸山忠久        | - -               | ◎ 北浜健介        | - -               | D-2位           | 2回戦敗退  |
| チーム糸谷 | FREESTYLE                 | [ 16 ] | 糸谷哲郎              | ◎ 山崎隆之        | - -               | ○ 服部慎一郎      | - -               | B-2位           | 2回戦敗退  |
| チーム稲葉 | 加古川観光大使            | [ 17 ] | 稲葉陽                | ◎ 久保利明        | - -               | ◎ 船江恒平        | - -               | A-2位           | 2回戦敗退  |
| チーム菅井 | 一刀流                    |        | 菅井竜也              | ◎ 郷田真隆        | - -               | ◎ 深浦康市        | - -               | B-1位           | 準決勝敗退 |
| チーム斎藤 | ここ一番                  |        | 斎藤慎太郎            | × 佐々木勇気      | ◎ 村山慈明        | × 池永天志        | ◎ 都成竜馬        | E-2位           | 1回戦敗退  |
| エントリー チーム                                                                                                  | わっしょい                | [ 18 ] | 関西                  | 関東A             | 関東A             | 関東B             | 関東B             | E-3位           | (予選敗退) |
| エントリー チーム                                                                                                  | わっしょい                | [ 18 ] | ※ 小林裕士 (リーダー) | ※ 梶浦宏孝        | ※ 梶浦宏孝        | ※ 藤森哲也        | ※ 藤森哲也        | E-3位           | (予選敗退) |
| ◎単独指名 ○重複指名抽選獲得 ×重複指名抽選外れ ※ドラフト指名漏れ棋士120名による地区別エントリートーナメントでの選抜 |                           |        |                       |                   |                   |                   |                   |                 |            |

#### 第5回大会(2022)
2022年3月3日、第5回大会を第3-4回と同様にチーム戦で行なうことが発表された。公表されているチームリーダー14名とドラフト指名(各チーム2名)によるメンバー28名は表のとおりとなる。なお、ドラフト会議の様子が2022年4月に配信された。
チームリーダー
- タイトルホルダー(3名)：藤井聡太竜王(B級1組11位)、渡辺明名人、永瀬拓矢王座(A級9位)
- 第80期順位戦 上位11名：A級1位-8位/10位およびB級1組1位-2位

| チーム | チーム 名称        | チーム 名称 | リーダー             | 指名ドラフト1巡目    | 指名ドラフト1巡目 | 指名ドラフト1巡目 | 指名ドラフト2巡目 | 指名ドラフト2巡目 | 予選 リーグ | 決勝成績   |
| チーム | チーム 名称        | チーム 名称 | リーダー             | 1回目                | 2回目             | 3回目             | 1回目             | 2回目             | 予選 リーグ | 決勝成績   |
| --- | ------------------ | ----------- | -------------------- | -------------------- | ----------------- | ----------------- | ----------------- | ----------------- | ----------- | ---------- |
| チーム藤井 | スリーカード       | [ 20 ]      | 藤井聡太             | ○ 森内俊之           | - -               | - -               | ◎ 藤井猛          | - -               | E-3位       | (予選敗退) |
| チーム渡辺 | マンモス           | [ 21 ]      | 渡辺明               | ◎ 近藤誠也           | - -               | - -               | × 佐々木勇気      | ◎ 渡辺和史        | E-1位       | ベスト4    |
| チーム永瀬 | 川崎家             | [ 22 ]      | 永瀬拓矢             | ○ 増田康宏           | - -               | - -               | × 佐々木勇気      | ◎ 斎藤明日斗      | A-1位       | ベスト4    |
| チーム羽生 | トワイライトゾーン | [ 23 ]      | 羽生善治             | ◎ 中村太地           | - -               | - -               | ◎ 佐藤紳哉        | - -               | A-3位       | (予選敗退) |
| チーム康光 | 枝豆               | [ 24 ]      | 佐藤康光             | × 松尾歩             | ○ 郷田真隆        | - -               | ◎ 先崎学          | - -               | D-3位       | (予選敗退) |
| チーム三浦 | シンジンオウ       | [ 25 ]      | 三浦弘行             | ◎ 伊藤匠             | - -               | - -               | × 出口若武        | ◎ 池永天志        | A-2位       | 1回戦敗退  |
| チーム天彦 | HADO               | [ 26 ]      | 佐藤天彦             | × 増田康宏           | ◎ 梶浦宏孝        | - -               | ○ 佐々木大地      | - -               | D-1位       | 2回戦敗退  |
| チーム豊島 | TMF                | [ 27 ]      | 豊島将之             | × 森内俊之           | × 郷田真隆        | ◎ 丸山忠久        | ◎ 深浦康市        | - -               | C-2位       | 1回戦敗退  |
| チーム山崎 | 厄払い             | [ 28 ]      | 山崎隆之             | ○ 松尾歩             | - -               | - -               | ◎ 阿久津主税      | - -               | C-3位       | (予選敗退) |
| チーム広瀬 | 国士無双           | [ 29 ]      | 広瀬章人             | ◎ 青嶋未来           | - -               | - -               | × 佐々木大地      | ◎ 三枚堂達也      | C-1位       | 2回戦敗退  |
| チーム糸谷 | 乾坤一擲           | [ 30 ]      | 糸谷哲郎             | × 森内俊之           | ◎ 黒沢怜生        | - -               | ◎ 西田拓也        | - -               | B-1位       | 2回戦敗退  |
| チーム稲葉 | サンライズワン     | [ 31 ]      | 稲葉陽               | ◎ 服部慎一郎         | - -               | - -               | ○ 出口若武        | - -               | D-2位       | 優勝       |
| チーム菅井 | 真・振り飛車       | [ 32 ]      | 菅井竜也             | ◎ 久保利明           | - -               | - -               | ◎ 佐藤和俊        | - -               | B-3位       | (予選敗退) |
| チーム斎藤 | シン エンジェル    | [ 33 ]      | 斎藤慎太郎           | ◎ 木村一基           | - -               | - -               | ○ 佐々木勇気      | - -               | B-2位       | 準優勝     |
| エントリー チーム                                                                                                  | 下克上             | [ 34 ]      | 関東A                | 関東A                | 関東B             | 関東B             | 関西              | 関西              | E-2位       | 2回戦敗退  |
| エントリー チーム                                                                                                  | 下克上             | [ 34 ]      | ※ 折田翔吾(リーダー) | ※ 折田翔吾(リーダー) | ※ 黒田尭之        | ※ 黒田尭之        | ※ 冨田誠也        | ※ 冨田誠也        | E-2位       | 2回戦敗退  |
| ◎単独指名 ○重複指名抽選獲得 ×重複指名抽選外れ ※ドラフト指名漏れ棋士120名による地区別エントリートーナメントでの選抜 |                    |             |                      |                      |                   |                   |                   |                   |             |            |

#### 2023年大会（第6回）
2023年に実施される6回目の大会からは、大会名称に西暦を付した「ABEMAトーナメント2023」として行われる。
6回目となる本大会から、新たに5つの個人賞を設定。表彰部門はつぎのとおり。
最多勝 / 最高勝率賞 / 最多対局賞 / 敢闘賞 / 予選最高成績賞（以上、各1名）
また、大会に先んじて行われる「ドラフト会議」の予想投票を行なうサイトを設置。
予想的中者に特典を与えるとしている。
チームリーダー
- タイトルホルダー(3名)：藤井聡太竜王(A級9位)、渡辺明名人、永瀬拓矢王座(A級6位)
- 第81期順位戦 上位11名：A級1位-10位(6位/9位を除く)およびB級1組1位-3位

| チーム | チーム名                | チーム名 | リーダー             | 選出メンバー         | 選出メンバー      | 選出メンバー      | 選出メンバー      | 選出メンバー      | 予選 リーグ | 本戦 成績  |
| チーム | チーム名                | チーム名 | リーダー             | 指名ドラフト1人目    | 指名ドラフト1人目 | 指名ドラフト1人目 | 指名ドラフト2人目 | 指名ドラフト2人目 | 予選 リーグ | 本戦 成績  |
| チーム | チーム名                | チーム名 | リーダー             | 1回目                | 2回目             | 3回目             | 1回目             | 2回目             | 予選 リーグ | 本戦 成績  |
| --- | ----------------------- | -------- | -------------------- | -------------------- | ----------------- | ----------------- | ----------------- | ----------------- | ----------- | ---------- |
| チーム藤井 | トウカイテイオー        | [ 37 ]   | 藤井聡太             | ◎ 澤田真吾           | - -               | - -               | ◎ 齊藤裕也        | - -               | E-1位       | ベスト4    |
| チーム渡辺 | ランランラン            | [ 38 ]   | 渡辺明               | ◎ 佐々木勇気         | - -               | - -               | ◎ 岡部怜央        | - -               | E-3位       | (予選敗退) |
| チーム永瀬 | 川崎家                  | [ 39 ]   | 永瀬拓矢             | ○ 増田康宏           | - -               | - -               | ◎ 本田奎          | - -               | A-2位       | 優勝       |
| チーム羽生 | 不動心                  | [ 40 ]   | 羽生善治             | ○ 伊藤匠             | - -               | - -               | × 大橋貴洸        | ◎ 梶浦宏孝        | B-1位       | 2回戦敗退  |
| チーム康光 | 駅伝                    | [ 41 ]   | 佐藤康光             | ◎ 高見泰地           | - -               | - -               | ○ 大橋貴洸        | - -               | D-2位       | 1回戦敗退  |
| チーム天彦 | 天辺堂                  | [ 42 ]   | 佐藤天彦             | ◎ 三枚堂達也         | - -               | - -               | × 佐々木大地      | ◎ 戸辺誠          | C-1位       | ベスト4    |
| チーム豊島 | 百折不撓                | [ 43 ]   | 豊島将之             | ◎ 木村一基           | - -               | - -               | ◎ 池永天志        | - -               | A-3位       | (予選敗退) |
| チーム山崎 | フロンティア            | [ 44 ]   | 山崎隆之             | ◎ 中村太地           | - -               | - -               | ○ 佐々木大地      | - -               | B-3位       | (予選敗退) |
| チーム広瀬 | はやぶさ                | [ 45 ]   | 広瀬章人             | × 伊藤匠             | ○ 近藤誠也        | - -               | ◎ 石井健太郎      | - -               | C-2位       | 1回戦敗退  |
| チーム糸谷 | 鉄拳流                  | [ 46 ]   | 糸谷哲郎             | × 増田康宏           | × 近藤誠也        | ◎ 森内俊之        | ◎ 徳田拳士        | - -               | D-1位       | 2回戦敗退  |
| チーム稲葉 | NINNIN                  | [ 47 ]   | 稲葉陽               | ○ 服部慎一郎         | - -               | - -               | ○ 出口若武        | - -               | A-1位       | 準優勝     |
| チーム菅井 | 関西最強                | [ 48 ]   | 菅井竜也             | ◎ 船江恒平           | - -               | - -               | ◎ 西川和宏        | - -               | C-3位       | (予選敗退) |
| チーム斎藤 | 飛慎隊                  | [ 49 ]   | 斎藤慎太郎           | × 服部慎一郎         | ◎ 黒田尭之        | - -               | ◎ 冨田誠也        | - -               | B-2位       | 2回戦敗退  |
| チーム千田 | シーソーゲーム          | [ 50 ]   | 千田翔太             | × 増田康宏           | × 近藤誠也        | ◎ 西田拓也        | × 出口若武        | ◎ 藤本渚          | E-2位       | 2回戦敗退  |
| エントリー チーム                                                                                                  | ストロング スタイル2023 | [ 51 ]   | 関東A                | 関東A                | 関東B             | 関東B             | 関西              | 関西              | D-3位       | (予選敗退) |
| エントリー チーム                                                                                                  | ストロング スタイル2023 | [ 51 ]   | ※ 郷田真隆(リーダー) | ※ 郷田真隆(リーダー) | ※ 行方尚史        | ※ 行方尚史        | ※ 古賀悠聖        | ※ 古賀悠聖        | D-3位       | (予選敗退) |
| ◎単独指名 ○重複指名抽選獲得 ×重複指名抽選外れ ※ドラフト指名漏れ棋士120名による地区別エントリートーナメントでの選抜 |                         |          |                      |                      |                   |                   |                   |                   |             |            |

#### 2024年大会
2024年に実施される7回目の大会「ABEMAトーナメント2024」は、出場チーム数を前回までの15チームから変更しており、名人・A級棋士のチームリーダーが率いる11チームと、「エントリートーナメント」を勝ち抜いた上位3名による「エントリーチーム」の計12チームにより争われる。2024年大会のドラフト会議の収録は、2024年1月4日に行なわれ、同年4月27日に放送された。また、エントリーチームのメンバー3人を決定する「エントリートーナメント」は同年5月4日に放送され、同5月11日から予選リーグの模様がAリーグから順に放送となる。
チームリーダー
- タイトルホルダー(1名)：藤井聡太竜王・名人
- 第82期順位戦 上位者(10名)：A級1位-10位

| チーム | チーム名             | チーム名 | リーダー               | 選出メンバー           | 選出メンバー      | 選出メンバー      | 選出メンバー      | 選出メンバー      | 選出メンバー      | 予選 リーグ | 本戦 成績  |
| チーム | チーム名             | チーム名 | リーダー               | 指名ドラフト1人目      | 指名ドラフト1人目 | 指名ドラフト1人目 | 指名ドラフト2人目 | 指名ドラフト2人目 | 指名ドラフト2人目 | 予選 リーグ | 本戦 成績  |
| チーム | チーム名             | チーム名 | リーダー               | 1回目                  | 2回目             | 3回目             | 1回目             | 2回目             | 2回目             | 予選 リーグ | 本戦 成績  |
| --- | -------------------- | -------- | ---------------------- | ---------------------- | ----------------- | ----------------- | ----------------- | ----------------- | ----------------- | ----------- | ---------- |
| チーム藤井＿                                                                                                  | パイナップル         | [ 54 ]   | 藤井聡太               | ○羽生善治              | - -               | - -               | ◎青嶋未来         | - -               | - -               | C-1位       | ベスト4    |
| チーム渡辺＿                                                                                                  | ジグザグ打線         | [ 55 ]   | 渡辺明                 | ×伊藤匠                | ×佐々木大地       | ◎山崎隆之         | ◎岡部怜央         | - -               | - -               | A-1位       | 1回戦敗退  |
| チーム天彦＿                                                                                                  | ロマン派             | [ 56 ]   | 佐藤天彦               | ◎斎藤明日斗            | - -               | - -               | ◎山本博志         | - -               | - -               | C-3位       | (予選敗退) |
| チーム豊島＿                                                                                                  | 関西三銃士           | [ 57 ]   | 豊島将之               | ◎糸谷哲郎              | - -               | - -               | ◎大石直嗣         | - -               | - -               | C-2位       | ベスト4    |
| チーム永瀬＿                                                                                                  | 川崎家               | [ 58 ]   | 永瀬拓矢               | ◎増田康宏              | - -               | - -               | ◎森内俊之         | - -               | - -               | B-1位       | 準優勝     |
| チーム広瀬＿                                                                                                  | ダメ元               | [ 59 ]   | 広瀬章人               | ◎黒沢怜生              | - -               | - -               | ◎杉本和陽         | - -               | - -               | A-3位       | (予選敗退) |
| チーム稲葉＿                                                                                                  | 井上一門             | [ 60 ]   | 稲葉陽                 | ×羽生善治              | ◎藤本渚           | - -               | ◎上野裕寿         | - -               | - -               | D-1位       | 優勝       |
| チーム菅井＿                                                                                                  | 菅井組               | [ 61 ]   | 菅井竜也               | ◎佐藤康光              | - -               | - -               | ×久保利明         | ◎丸山忠久         | ◎丸山忠久         | B-3位       | (予選敗退) |
| チーム斎藤＿                                                                                                  | 1993                 | [ 62 ]   | 斎藤慎太郎             | ◎高見泰地              | - -               | - -               | ◎三枚堂達也       | - -               | - -               | B-2位       | 1回戦敗退  |
| チーム中村＿                                                                                                  | 長考派               | [ 63 ]   | 中村太地               | ×羽生善治              | ○佐々木大地       | - -               | ◎渡辺和史         | - -               | - -               | A-2位       | 1回戦敗退  |
| チーム佐々木＿                                                                                                | リーダー頑張ります！ | [ 64 ]   | 佐々木勇気             | ○伊藤匠                | - -               | - -               | ○久保利明         | - -               | - -               | D-3位       | (予選敗退) |
| エントリー チーム                                                                                             | 四間の流儀           | [ 65 ]   | 関東B                  | 関東B                  | 関東A             | 関東A             | 関西              | 関西              | 関西              | D-2位       | 1回戦敗退  |
| エントリー チーム                                                                                             | 四間の流儀           | [ 65 ]   | ※ 大橋貴洸（リーダー） | ※ 大橋貴洸（リーダー） | ※ 井出隼平        | ※ 井出隼平        | ※ 冨田誠也        | ※ 冨田誠也        | ※ 冨田誠也        | D-2位       | 1回戦敗退  |
| ◎単独指名 ○重複指名抽選獲得 ×重複指名抽選外れ ※ドラフト指名漏れ棋士による地区別エントリートーナメントでの選抜 |                      |          |                        |                        |                   |                   |                   |                   |                   |             |            |

#### 2025年大会
「ABEMAトーナメント2025」として8回目の大会が2025年に実施される。例年ならば上位棋士としてリーダーに選出される渡辺明九段は、2024年12月から翌2025年1月にかけて休場したことにより今大会を欠場する。エントリーチームを含む8チームが、2つのリーグに分かれて本選トーナメント進出を争う（それぞれ上位2チームが本選進出）。
チームリーダー
- タイトルホルダー(2名)：藤井聡太竜王・名人、伊藤匠叡王
- 第83期順位戦 上位者(5名)：A級1・2位、4-6位

| チーム藤井＿                                                                                                  | 詰将棋パラダイス   | [ 73 ] | 藤井聡太               | ◎斎藤慎太郎            | - -        | ◎古賀悠聖  | - -        | B-1位 | -          |
| チーム伊藤＿                                                                                                  | 宮田一門           | [ 74 ] | 伊藤匠                 | ◎斎藤明日斗            | - -        | ◎本田奎    | - -        | A     | (予選敗退) |
| チーム天彦＿                                                                                                  | ヘッドハンティング | [ 75 ] | 佐藤天彦               | ◎広瀬章人              | - -        | 〇増田康宏 | - -        | B-2位 | -          |
| チーム豊島＿                                                                                                  | 関西三銃士         | [ 76 ] | 豊島将之               | ◎糸谷哲郎              | - -        | ◎大石直嗣  | - -        | A-1位 | ベスト4    |
| チーム永瀬＿                                                                                                  | ウサギと亀         | [ 77 ] | 永瀬拓矢               | ◎佐々木勇気            | - -        | ×増田康宏  | ◎羽生善治  | B     | (予選敗退) |
| チーム稲葉＿                                                                                                  | サンライズ⤴        | [ 78 ] | 稲葉陽                 | ×藤本渚                | ◎上野裕寿  | ◎吉池隆真  | - -        | A     | (予選敗退) |
| チーム菅井＿                                                                                                  | 振り飛車+渚        | [ 79 ] | 菅井竜也               | 〇藤本渚               | - -        | ◎西田拓也  | - -        | A-2位 | ベスト4    |
| エントリー チーム                                                                                             | 新しいリーダーズ   | [ 80 ] | 関東A                  | 関東A                  | 関東B      | 関東B      | 関西       | B     | (予選敗退) |
| エントリー チーム                                                                                             | 新しいリーダーズ   | [ 80 ] | ※ 宮嶋健太（リーダー） | ※ 宮嶋健太（リーダー） | ※ 村田顕弘 | ※ 村田顕弘 | ※ 山崎隆之 | B     | (予選敗退) |
| ◎単独指名 ○重複指名抽選獲得 ×重複指名抽選外れ ※ドラフト指名漏れ棋士による地区別エントリートーナメントでの選抜 |                    |        |                        |                        |            |            |            |       |            |

### 女流ABEMAトーナメント

#### 第1回（2018年）
「第1回女流AbemaTVトーナメント」の名称で実施。
個人戦。持ち時間は「初期持ち時間が7分、1手ごとに7秒が加算」。8名の女流棋士によるトーナメント戦。8名の内訳は、シード枠5名・予選（AbemaTVで配信されない）通過者3名。優勝者には、直近に行われるAbemaTVトーナメント（男性棋戦）への出場権が与えられる。

#### 第2回（2021年）
ABEMAトーナメント団体戦と同様の1チーム3名の団体戦。6名の女流棋士によりドラフト会議を行い、3名を決定する。各チーム監督棋士が選べ、相談できる「タイムアウト」制度などが導入された。出場6チームのうち4チームが本戦進出。
| チーム     | 不動     | ウォリアー | North     | 野生の桃 | ネバギバ   | ひよっこ   |
| リーダー   | 里見香奈 | 西山朋佳   | 渡部愛    | 加藤桃子 | 伊藤沙恵   | 山根ことみ |
| ---------- | -------- | ---------- | --------- | -------- | ---------- | ---------- |
| 1巡目1回目 | 清水市代 | 上田初美   | 中井広恵  | 香川愛生 | 石本さくら | 塚田恵梨花 |
| 2巡目1回目 | 里見咲紀 | 山口恵梨子 | ×和田あき | 野原未蘭 | 室谷由紀   | ○和田あき  |
| 2巡目2回目 |          |            | 内山あや  |          |            |            |
| 監督       | 中村太地 | 藤井猛     | 広瀬章人  | 渡辺明   | 屋敷伸之   | 森内俊之   |

#### 2023
1チーム3名の団体戦。4名の女流棋士によりドラフト会議を行いメンバーを決定する。
| チーム   | 微動     | ナチュラル | カメレオン | キングペンギン |
| リーダー | 里見香奈 | 西山朋佳   | 伊藤沙恵   | 加藤桃子       |
| -------- | -------- | ---------- | ---------- | -------------- |
| 1巡目    | 清水市代 | 山根ことみ | 香川愛生   | 渡部愛         |
| 2巡目    | 川又咲紀 | 鈴木環那   | 上田初美   | 中村真梨花     |

### ABEMA師弟トーナメント
日本将棋連盟会長の佐藤康光の発案による企画。現役プロ棋士8名が、自らの弟子であるプロ棋士とコンビを組み早指し戦で戦う。予選は4チームずつ2組に分かれ、2勝勝ち抜き式のトーナメント（各対決は5番勝負で、先に3勝した方の勝利）で各2チームずつが本戦に進み、以後は通常のトーナメント形式となる。2022年1月に第1回が開催。同年11月に「ABEMA師弟トーナメント2022」として第2回を開催。
| 第1回 | 師匠 | 谷川浩司 | 深浦康市   | 鈴木大介 | 木村一基 | 中田功   | 畠山鎮     | 井上慶太 | 森下卓   | 杉本昌隆 |
| ----- | ---- | -------- | ---------- | -------- | -------- | -------- | ---------- | -------- | -------- | -------- |
| 第1回 | 弟子 | 都成竜馬 | 佐々木大地 | 梶浦宏孝 | 高野智史 | 佐藤天彦 | 斎藤慎太郎 | 稲葉陽   | 増田康宏 | 藤井聡太 |
| 2022  | 師匠 | 谷川浩司 | 深浦康市   | 鈴木大介 | 木村一基 | 中田功   | 畠山鎮     | 杉本昌隆 | 豊川孝弘 | -        |
| 2022  | 弟子 | 都成竜馬 | 佐々木大地 | 梶浦宏孝 | 高野智史 | 佐藤天彦 | 斎藤慎太郎 | 藤井聡太 | 渡辺和史 | -        |

### ABEMA地域対抗戦
2023年11月に公表された「将棋連盟100周年企画」の棋戦（非公式戦）。第1回大会「2024」は2024年1月から放送・配信された。連盟会長の羽生善治の「"地域を背負う"をコンセプトに開催される団体戦」との発案に基づいており、企画名に「INSPIRED BY 羽生善治」が付されている。これまでのフィッシャールールを採用した9番勝負（5勝先取）の団体戦であるが、地域性を特色とした8チームで「勝ち抜き形式」の団体戦を行う。
大会形式は、各チームは「地域エントリー制度」により当該地域からの出場を希望する棋士から4人の「大会出場登録棋士」を指名、監督を含めた5名を1チームとする。
「ABEMAトーナメント」と異なるルールとして、第1回大会「2024」のルールでは「対戦者の勝ち残りルール」を採用し、チームメンバーの1人目対戦者が5局連続勝利した場合には他のメンバー4人は戦うことなく応援のみとなっていた。
第2回大会「2025」ではルールの一部を変更し、最大9局行う対局を二段階方式に分割。最初の5局の「ステージ1」ではチームメンバー5人がいずれか1局を戦う。続けて行なわれる「ステージ2」は「ステージ1」勝ち残りメンバーによる勝ち抜き戦（最大4局）を行う。敗れた対局者は当該試合での再出場は出来ず、「ステージ1」で一方のチームが5勝した場合は「ステージ2」を行わない。

#### 地域対抗戦2024
今大会では、各試合には3名の先発出場棋士とその出場順、2名の控え棋士を決定（出場3番目の次は1番目に戻る）。対局に勝利した棋士が続けて次の対局に臨む「勝ち抜き形式」による9番勝負5勝先取の団体戦で対決する。先発棋士と控え棋士との交代は2度まで認められ、交代により試合から外れた棋士の当該試合での再出場は不可となる。
下記の8チームを4チームずつ2つのグループに分けて予選を実施。変則トーナメントを2勝した2チームが本戦に進出。ベスト4となる本戦は通常のトーナメント戦で行なわれる。
また、この地域対抗戦では対局配信日に、当該の地域でのパブリックビューイング(PV)を実施する。PVには地域チームの棋士も参加する。
8チームの地域ごとの区分と監督、地域チームごとの所属棋士は以下の表のとおり。
| 地域                                                     | 監督                | (上段)都道府県 / (中段)出場登録棋士[4名、敬称略] / (下段)その他所属棋士[敬称略] | (上段)都道府県 / (中段)出場登録棋士[4名、敬称略] / (下段)その他所属棋士[敬称略] | 出典 |
| -------------------------------------------------------- | ------------------- | ------------------------------------------------------------------------------- | --- | ---- |
| 北海道 ・東北                                            | 屋敷伸之 九段       | 都道府県                                                                        | 北海道 / 青森 / 秋田 / 岩手 / 山形 / 宮城 / 福島 |      |
| 北海道 ・東北                                            | 屋敷伸之 九段       | 出場登録棋士                                                                    | 広瀬章人 / 野月浩貴 / 戸辺誠 / 小山怜央 |      |
| 北海道 ・東北                                            | 屋敷伸之 九段       | 所属棋士                                                                        | 島朗 / 日浦市郎 / 中川大輔 / 先崎学 / 佐藤秀司 / 行方尚史 / 阿部健治郎 / 阿部光瑠 / 石田直裕 / 岡部怜央 |      |
| 関東A                                                    | 羽生善治 九段       | 都道府県                                                                        | 茨城 / 栃木 / 群馬 / 千葉 / 埼玉 |      |
| 関東A                                                    | 羽生善治 九段       | 出場登録棋士                                                                    | 木村一基 / 佐々木勇気 / 近藤誠也 / 石井健太郎 |      |
| 関東A                                                    | 羽生善治 九段       | 所属棋士                                                                        | 塚田泰明 / 所司和晴 / 丸山忠久 / 藤井猛 / 三浦弘行 / 岡崎洋 / 窪田義行 / 松本佳介 / 阿久津主税 / 宮田敦史 / 佐藤和俊 / 中村亮介 / 金井恒太 / 及川拓馬 / 渡辺正和 /三枚堂達也 / 星野良生 / 黒沢怜生 / 高野智史 / 長谷部浩平 |      |
| 関東B                                                    | 渡辺明 九段         | 都道府県                                                                        | 東京 / 神奈川 |      |
| 関東B                                                    | 渡辺明 九段         | 出場登録棋士                                                                    | 森内俊之 / 永瀬拓矢 / 増田康宏 / 伊藤匠 |      |
| 関東B                                                    | 渡辺明 九段         | 所属棋士                                                                        | 高橋道雄 / 中村修 / 泉正樹 / 室岡克彦 / 富岡英作 / 小倉久史 / 郷田真隆 / 飯塚祐紀 / 北浜健介 / 鈴木大介 / 北島忠雄 / 勝又清和 / 田村康介 / 佐藤紳哉 / 高野秀行 / 飯島栄治 / 千葉幸生 / 佐々木慎 / 大平武洋 / 横山泰明 / 西尾明 / 村山慈明 / 村中秀史 / 長岡裕也 / 遠山雄亮 / 瀬川晶司 / 中村太地 / 伊藤真吾 / 佐藤慎一 / 門倉啓太 / 高見泰地 / 藤森哲也 / 上村亘 / 渡辺大夢 / 梶浦宏孝 / 井出隼平 / 杉本和陽 / 斎藤明日斗 / 本田奎 / 山本博志 / 渡辺和史 / 谷合廣紀 / 小山直希 |      |
| 中部                                                     | 杉本昌隆 八段       | 都道府県                                                                        | 静岡 / 愛知 / 岐阜 / 三重 / 山梨 / 長野 / 石川 / 富山 / 福井 / 新潟 |      |
| 中部                                                     | 杉本昌隆 八段       | 出場登録棋士                                                                    | 藤井聡太 / 豊島将之 / 八代弥 / 服部慎一郎 |      |
| 中部                                                     | 杉本昌隆 八段       | 所属棋士                                                                        | 青野照市 / 神谷広志 / 長沼洋 / 木下浩一 / 近藤正和 / 松尾歩 / 村田顕弘 / 田中悠一 / 澤田真吾 / 青嶋未来 / 石川優太 / 高田明浩 / 齊藤裕也 / 柵木幹太 / 宮嶋健太 |      |
| 関西A                                                    | 谷川浩司 十七世名人 | 都道府県                                                                        | 兵庫 / 京都 / 滋賀 |      |
| 関西A                                                    | 谷川浩司 十七世名人 | 出場登録棋士                                                                    | 佐藤康光 / 久保利明 / 稲葉陽 / 出口若武 |      |
| 関西A                                                    | 谷川浩司 十七世名人 | 所属棋士                                                                        | 井上慶太 / 阿部隆 / 藤原直哉 / 小林裕士 / 安用寺孝功 / 村田智弘 / 島本亮 / 西川和宏 / 船江恒平 / 西田拓也 / 冨田誠也 / 井田明宏 / 横山友紀 / 森本才跳 / 上野裕寿 |      |
| 関西B                                                    | 畠山鎮 八段         | 都道府県                                                                        | 大阪 / 奈良 / 和歌山 |      |
| 関西B                                                    | 畠山鎮 八段         | 出場登録棋士                                                                    | 斎藤慎太郎 / 大石直嗣 / 大橋貴洸 / 古森悠太 |      |
| 関西B                                                    | 畠山鎮 八段         | 所属棋士                                                                        | 福崎文吾 / 脇謙二 / 南芳一 / 浦野真彦 / 神崎健二 / 畠山成幸 / 平藤眞吾 / 矢倉規広 / 増田裕司 / 伊奈祐介 / 山本真也 / 阪口悟 / 牧野光則 / 千田翔太 / 宮本広志 / 池永天志 / 折田翔吾 |      |
| 中国・ ・四国                                            | 山崎隆之 八段       | 都道府県                                                                        | 鳥取 / 岡山 / 島根 / 広島 / 山口 / 香川 / 徳島 / 高知 / 愛媛 |      |
| 中国・ ・四国                                            | 山崎隆之 八段       | 出場登録棋士                                                                    | 糸谷哲郎 / 菅井竜也 / 黒田尭之 / 藤本渚 |      |
| 中国・ ・四国                                            | 山崎隆之 八段       | 所属棋士                                                                        | 片上大輔 / 竹内雄悟 / 今泉健司 / 狩山幹生 / 徳田拳士 |      |
| 九州                                                     | 深浦康市 九段       | 都道府県                                                                        | 福岡 / 佐賀 / 長崎 / 熊本 / 大分 / 宮崎 / 鹿児島 / 沖縄 |      |
| 九州                                                     | 深浦康市 九段       | 出場登録棋士                                                                    | 佐藤天彦 / 都成竜馬 / 佐々木大地 / 古賀悠聖 |      |
| 九州                                                     | 深浦康市 九段       | 所属棋士                                                                        | 森下卓 / 中田功 / 豊川孝弘 / 真田圭一 / 高崎一生 |      |
| 不参加現役棋士 - 有森浩三 / 堀口一史座 / 中座真 / 川上猛 |                     |                                                                                 | |      |

#### 地域対抗戦2025
2024年8月11日、ABEMA将棋chのXにて発表された。
8チームの地域ごとの区分と監督、地域チームごとの所属棋士は以下の表のとおり。
| 地域                                                                         | 監督                        | (上段)都道府県 / (中段)出場登録棋士[4名、敬称略] / (下段)その他所属棋士[敬称略] | (上段)都道府県 / (中段)出場登録棋士[4名、敬称略] / (下段)その他所属棋士[敬称略] | 出典 |
| ---------------------------------------------------------------------------- | --------------------------- | ------------------------------------------------------------------------------- | --- | ---- |
| 北海道 ・東北                                                                | 屋敷伸之 九段               | 都道府県                                                                        | 北海道 / 青森 / 秋田 / 岩手 / 山形 / 宮城 / 福島 |      |
| 北海道 ・東北                                                                | 屋敷伸之 九段               | 出場登録棋士                                                                    | 広瀬章人 / 岡部怜央 / 小山怜央 / 山川泰熙 |      |
| 北海道 ・東北                                                                | 屋敷伸之 九段               | 所属棋士                                                                        | 島朗 / 先崎学 / 行方尚史 / 中川大輔 / 日浦市郎 / 野月浩貴 / 佐藤秀司 / 阿部健治郎 / 戸辺誠 / 阿部光瑠 / 石田直裕 |      |
| 関東A                                                                        | 羽生善治 九段               | 都道府県                                                                        | 茨城 / 栃木 / 群馬 / 千葉 / 埼玉 |      |
| 関東A                                                                        | 羽生善治 九段               | 出場登録棋士                                                                    | 木村一基 / 佐々木勇気 / 三枚堂達也 / 黒沢怜生 |      |
| 関東A                                                                        | 羽生善治 九段               | 所属棋士                                                                        | 丸山忠久 / 塚田泰明 / 三浦弘行 / 阿久津主税 / 近藤誠也 / 所司和晴 / 窪田義行 / 岡崎洋 / 宮田敦史 / 佐藤和俊 / 及川拓馬 / 松本佳介 / 石井健太郎 / 金井恒太 / 高野智史 / 渡辺正和 / 星野良生 / 長谷部浩平 / 高橋佑二郎 |      |
| 関東B                                                                        | 渡辺明 九段 ↓ 永瀬拓矢 九段 | 都道府県                                                                        | 東京 / 神奈川 |      |
| 関東B                                                                        | 渡辺明 九段 ↓ 永瀬拓矢 九段 | 出場登録棋士                                                                    | 伊藤匠 / 郷田真隆 / 中村太地 / 高見泰地 |      |
| 関東B                                                                        | 渡辺明 九段 ↓ 永瀬拓矢 九段 | 所属棋士                                                                        | 森内俊之 / 渡辺明 / 高橋道雄 / 中村修 / 鈴木大介 / 富岡英作 / 泉正樹 / 飯島栄治 / 小倉久史 / 飯塚祐紀 / 増田康宏 北島忠雄 / 佐藤紳哉 / 千葉幸生 / 西尾明 / 横山泰明 / 村中秀史 /佐々木慎 / 勝又清和 / 梶浦宏孝 / 渡辺和史 / 高野秀行 / 大平武洋 / 遠山雄亮 / 瀬川晶司 / 伊藤真吾 / 本田奎 /佐藤慎一 / 渡辺大夢 / 門倉啓太 / 斎藤明日斗 / 藤森哲也 / 上村亘 / 井出隼平 / 杉本和陽 / 山本博志 / 谷合廣紀 / 小山直希 |      |
| 中部                                                                         | 杉本昌隆 八段               | 都道府県                                                                        | 静岡 / 愛知 / 岐阜 / 三重 / 山梨 / 長野 / 石川 / 富山 / 福井 / 新潟 |      |
| 中部                                                                         | 杉本昌隆 八段               | 出場登録棋士                                                                    | 藤井聡太 / 豊島将之 / 澤田真吾 / 青嶋未来 |      |
| 中部                                                                         | 杉本昌隆 八段               | 所属棋士                                                                        | 神谷広志 / 松尾歩 / 長沼洋 / 田村康介 / 木下浩一 / 八代弥 / 近藤正和 / 村田顕弘 / 服部慎一郎 / 田中悠一 / 石川優太 / 高田明浩 / 齊藤裕也 / 柵木幹太 / 宮嶋健太 |      |
| 関西A                                                                        | 谷川浩司 十七世名人         | 都道府県                                                                        | 兵庫 / 京都 / 滋賀 |      |
| 関西A                                                                        | 谷川浩司 十七世名人         | 出場登録棋士                                                                    | 佐藤康光 / 久保利明 / 稲葉陽 / 冨田誠也 |      |
| 関西A                                                                        | 谷川浩司 十七世名人         | 所属棋士                                                                        | 井上慶太 / 小林裕士 / 藤原直哉 / 村田智弘 / 安用寺孝功 / 船江恒平 / 西川和宏 / 長岡裕也 / 出口若武 / 島本亮 / 西田拓也 / 井田明宏 / 横山友紀 / 森本才跳 / 上野裕寿 |      |
| 関西B                                                                        | 畠山鎮 八段                 | 都道府県                                                                        | 大阪 / 奈良 / 和歌山 |      |
| 関西B                                                                        | 畠山鎮 八段                 | 出場登録棋士                                                                    | 斎藤慎太郎 / 大石直嗣 / 宮本広志 / 古森悠太 |      |
| 関西B                                                                        | 畠山鎮 八段                 | 所属棋士                                                                        | 南芳一 / 福崎文吾 / 脇謙二 / 浦野真彦 / 北浜健介 / 神崎健二 / 畠山成幸 / 村山慈明 / 千田翔太 / 平藤眞吾 / 矢倉規広 / 大橋貴洸 / 増田裕司 / 山本真也 / 阪口悟 / 牧野光則 / 池永天志 |      |
| 中国・ ・四国                                                                | 山崎隆之 八段               | 都道府県                                                                        | 鳥取 / 岡山 / 島根 / 広島 / 山口 / 香川 / 徳島 / 高知 / 愛媛 |      |
| 中国・ ・四国                                                                | 山崎隆之 八段               | 出場登録棋士                                                                    | 糸谷哲郎 / 菅井竜也 / 藤本渚 / 狩山幹生 |      |
| 中国・ ・四国                                                                | 山崎隆之 八段               | 所属棋士                                                                        | 片上大輔 / 竹内雄悟 / 今泉健司 / 黒田尭之 / 徳田拳士 |      |
| 九州                                                                         | 深浦康市 九段               | 都道府県                                                                        | 福岡 / 佐賀 / 長崎 / 熊本 / 大分 / 宮崎 / 鹿児島 / 沖縄 |      |
| 九州                                                                         | 深浦康市 九段               | 出場登録棋士                                                                    | 佐藤天彦 / 都成竜馬 / 佐々木大地 / 古賀悠聖 |      |
| 九州                                                                         | 深浦康市 九段               | 所属棋士                                                                        | 森下卓 / 真田圭一 / 中田功 / 豊川孝弘 / 高崎一生 |      |
| 不参加現役棋士 - 藤井猛 / 阿部隆 / 有森浩三 / 堀口一史座 / 川上猛 / 折田翔吾 |                             |                                                                                 | |      |

## 結果

### ABEMAトーナメント
第3回までは「AbemaTVトーナメント」、
第4回からは「ABEMAトーナメント」の名称で実施。
| 0     | 配信日         | 決勝三番勝負 | 決勝三番勝負 | 決勝三番勝負 | ベスト4敗退 |        | 決勝トーナメント  | 決勝トーナメント             | 決勝トーナメント             | 予選敗退                                                    | 参加数 | 注            |
| 0     | 配信日         | 優勝者       | 勝敗         | 準優勝者     | ベスト4敗退 | シード | 予選1位通過       | 予選2位通過                  |                              | 予選敗退                                                    | 参加数 | 注            |
| ----- | -------------- | ------------ | ------------ | ------------ | ----------- | ------ | ----------------- | ---------------------------- | ---------------------------- | ----------------------------------------------------------- | ------ | ------------- |
| 第1回 | 2018年 9月9日  | 藤井聡太     | ●○○          | 佐々木勇気   | 羽生 高見   |        | 羽生善治 久保利明 | 藤井聡太 増田康宏 佐々木勇気 | 橋本崇載 佐々木大地 高見泰地 | 近藤誠也 三枚堂達也 大橋貴洸 山崎隆之 阿久津主税 永瀬拓矢   | 14名   | [ 92 ] [ 93 ] |
| 第2回 | 2019年 7月21日 | 藤井聡太     | ○●○          | 糸谷哲郎     | 木村 渡辺   |        | 藤井聡太 渡辺明   | 近藤誠也 糸谷哲郎 木村一基   | 佐々木勇気 中村太地 増田康宏 | 菅井竜也 大橋貴洸 都成竜馬 佐々木大地 八代弥 伊藤沙恵(女流) | 14名   |               |